# Flatgrund (Brändö, Åland)
Flatgrund är öar i Åland (Finland). De ligger i den nordöstra delen av landskapet, 50 km nordost om huvudstaden Mariehamn.